# Liste der deutschen Hauptstädte
Die Liste der deutschen Hauptstädte bezieht sich auf die Geschichte der Bundesrepublik Deutschland und ihrer Vorläuferstaaten.

## Geschichte
Im Fränkischen Reich und im Heiligen Römischen Reich Deutscher Nation gab es keine Hauptstadt. Zentrale Funktionen wurden an verschiedenen Orten ausgeübt, eine zentrale Reichsmetropole entwickelte sich nicht – anders als z. B. Paris für Frankreich.

## Deutsche Nationalstaaten
- Norddeutscher Bund und Deutsches Reich, 1867–1945, Hauptstadt: Berlin
- Deutsche Demokratische Republik, 1949–1990: Hauptstadt der Deutschen Demokratischen Republik: Ost-Berlin
- Bundesrepublik Deutschland:
  - Bonn, 1949 bis 1990 faktisch Bundeshauptstadt (formal nur Regierungssitz). Am 3. November 1949 wurde Bonn vom Deutschen Bundestag zum „vorläufigen Sitz der Bundesorgane“ bestimmt. 1990 bis 1999 war Bonn Regierungssitz, seitdem erster Dienstsitz von mehreren Bundesministerien, Zweitsitz von vier Verfassungsorganen und Sitz von über 20 Bundesbehörden; seit dem 28. April 1994 offiziell Bundesstadt.
  - Berlin, seit 1990 Bundeshauptstadt (im Grundgesetz seit 2006), seit 1999 auch Parlaments- und Regierungssitz gemäß Hauptstadtbeschluss von 1991.

## Hauptstädte deutscher Staaten nach 1815
- Altenburg: bis 1918 Herzogtum Sachsen-Altenburg, bis 1920 Freistaat Sachsen-Altenburg
- Arolsen: bis 1918 Fürstentum Waldeck, bis 1929 Freistaat Waldeck
- Berlin: bis 1918 Königreich Preußen, bis 1933 Freistaat Preußen, bis 1947 Land Preußen, seitdem Land Berlin
- Bernburg (Saale): bis 1863 Herzogtum Anhalt-Bernburg
- Braunschweig: bis 1918 Herzogtum Braunschweig, bis 1933 Freistaat Braunschweig, bis 1946 Land Braunschweig
- Bremen: Freie Hansestadt Bremen
- Bückeburg: bis 1918 Fürstentum Schaumburg-Lippe, bis 1933 Freistaat Schaumburg-Lippe, bis 1946 Land Schaumburg-Lippe
- Coburg: bis 1826 Herzogtum Sachsen-Coburg-Saalfeld, von 1918 bis 1920 Freistaat Coburg
- Darmstadt: bis 1918 Großherzogtum Hessen, bis 1933 Volksstaat Hessen, bis 1945 Land Hessen
- Dessau: bis 1863 Herzogtum Anhalt-Dessau, bis 1918 Herzogtum Anhalt, bis 1933 Freistaat Anhalt, bis 1945 Land Anhalt
- Detmold: bis 1918 Fürstentum Lippe, bis 1933 Freistaat Lippe, bis 1947 Land Lippe
- Dresden: bis 1918 Königreich Sachsen, bis 1933 Freistaat Sachsen, bis 1952 Land Sachsen, seit 1990 Freistaat Sachsen
- Düsseldorf: seit 1946 Land Nordrhein-Westfalen
- Ebersdorf: bis 1846 Fürstentum Reuß-Ebersdorf
- Erfurt: 1948 bis 1952 Land Thüringen, seit 1991 Freistaat Thüringen
- Frankfurt am Main: bis 1866 Freie Stadt Frankfurt
- Freiburg im Breisgau: 1946 bis 1952 Land Baden
- Gera: bis 1918 Fürstentum Reuß jüngere Linie, 1919 Freistaat Reuß Jüngere Linie, bis 1920 Volksstaat Reuß
- Gotha: bis 1918 Herzogtum Sachsen-Coburg und Gotha, bis 1920 Freistaat Gotha
- Greiz: bis 1918 Fürstentum Reuß älterer Linie, bis 1919 Freistaat Reuß Ältere Linie
- Halle: 1947 bis 1952 Sachsen-Anhalt
- Hamburg: Freie und Hansestadt Hamburg
- Hannover: bis 1866 Königreich Hannover, 1945 bis 1946 Land Hannover, seitdem Niedersachsen
- Hechingen: bis 1849 Fürstentum Hohenzollern-Hechingen
- Hildburghausen: bis 1826 Herzogtum Sachsen-Hildburghausen
- Homburg: bis 1866 Landgrafschaft Hessen-Homburg
- Karlsruhe: bis 1918 Großherzogtum Baden, bis 1933 Demokratische Republik Baden, bis 1945 Land Baden
- Kassel: bis 1866 Kurfürstentum Hessen
- Kiel: bis 1866 Herzogtum Holstein, seit 1949 Schleswig-Holstein
- Köthen: bis 1863 Herzogtum Anhalt-Köthen
- Lobenstein: bis 1824 Fürstentum Reuß-Lobenstein
- Lübeck: bis 1937 Freie Hansestadt Lübeck
- Luxemburg: Großherzogtum Luxemburg (war bis 1866 Mitglied des Deutschen Bundes)
- Maastricht: 1839 bis 1866 Herzogtum Limburg (Gliedstaat des Deutschen Bundes)
- Magdeburg: seit 1990 Land Sachsen-Anhalt
- Mainz: seit 1946 Land Rheinland-Pfalz
- Meiningen: bis 1918 Herzogtum Sachsen-Meiningen, bis 1920 Freistaat Sachsen-Meiningen
- München: bis 1918 Königreich Bayern, bis 1933 Freistaat Bayern, bis 1945 Land Bayern, seitdem Freistaat Bayern
- Neustrelitz: bis 1918 Großherzogtum Mecklenburg-Strelitz, bis 1933 Freistaat Mecklenburg-Strelitz, bis 1934 Land Mecklenburg-Strelitz
- Oldenburg: bis 1918 Großherzogtum Oldenburg, bis 1933 Freistaat Oldenburg, bis 1945 Land Oldenburg, bis 1946 Freistaat Oldenburg
- Potsdam: 1947 bis 1952 und seit 1990 Land Brandenburg
- Ratzeburg: bis 1865 Herzogtum Sachsen-Lauenburg
- Rudolstadt: bis 1918 Fürstentum Schwarzburg-Rudolstadt, bis 1920 Freistaat Schwarzburg-Rudolstadt
- Saarbrücken: 1920 bis 1935 Saargebiet (unter Verwaltung des Völkerbundes), bis 1947 Saarland (als Gliedstaat des Deutschen Reiches), bis 1957 Saarland (unter französischer Verwaltung), seitdem Saarland (als Land der Bundesrepublik Deutschland)[1]
- Schleiz: bis 1848 Fürstentum Reuß-Schleiz
- Schwerin: bis 1918 Großherzogtum Mecklenburg-Schwerin, bis 1933 Freistaat Mecklenburg-Schwerin, bis 1934 Land Mecklenburg-Schwerin, bis 1945 Land Mecklenburg, bis 1947 Land Mecklenburg-Vorpommern, bis 1952 Mecklenburg, seit 1990 Mecklenburg-Vorpommern
- Sigmaringen: bis 1819 Fürstentum Hohenzollern-Sigmaringen
- Sondershausen: bis 1918 Fürstentum Schwarzburg-Sondershausen, bis 1920 Freistaat Schwarzburg-Sondershausen
- Straßburg: 1871 bis 1918 Reichsland Elsass-Lothringen
- Stuttgart: bis 1918 Königreich Württemberg, bis 1933 Volksstaat Württemberg, bis 1945 Württemberg, bis 1952 Land Württemberg-Baden, seitdem Land Baden-Württemberg
- Tübingen: 1947 bis 1952 Land Württemberg-Hohenzollern
- Vaduz: Fürstentum Liechtenstein (war bis 1866 Mitglied des deutschen Bundes)
- Weilburg (1806–1866)/Wiesbaden (bis 1816): Herzogtum Nassau als Teil des deutschen Bundes
- Weimar: bis 1918 Großherzogtum Sachsen-Weimar-Eisenach, bis 1920 Freistaat Sachsen-Weimar-Eisenach, bis 1948 Land Thüringen
- Wien: bis 1918 Kaisertum Österreich (war bis 1866 mit seinen Ländern Böhmen, Illyrien [nur Görz und Gradisca, Kärnten, Krain, Triest], Mähren, Österreich ob der Enns, Österreich unter der Enns, Salzburg, Schlesien, Steiermark, Tirol und Vorarlberg Teil des deutschen Bundes)
- Wiesbaden: bis 1866 Herzogtum Nassau, seit 1945 Land Hessen